# Religión en Puerto Rico
Puerto Rico es un país insular ubicado en las Antillas Mayores, un archipiélago del Caribe que por su historia tiene como religión dominante el cristianismo. Los cristianos componen la inmensa mayoría de la población en Puerto Rico y su influencia es notable en la cultura, el gobierno y la educación, aunque existe separación entre iglesia y estado. Es común encontrar colegios y universidades a cargo de diferentes grupos cristianos.  
La Iglesia católica es la religión cristiana que cuenta con mayor número de seguidores. Le siguen diferentes grupos cristianos protestantes, tanto autóctonos como afiliados a denominaciones de Estados Unidos.  
También existen otras religiones minoritarias como la religión yoruba o santería, el islam, la wicca, el Judaísmo, Movimiento rastafari y entre otras.

## Grupos religiosos
Los primeros ritos religiosos de los que se tiene información en Puerto Rico fueron las creencias religiosas de los llamados taínos. Este pueblo tenía creencias animistas.  Las deidades principales eran Jocahú Vahva Maorocotí, el cual tiene madre mas no tiene principio. La deidad femenina era identificada con varios nombres como: Atabey, Apito, Zuimaco y Yermaoguacar. Los "taínos" de aquella época creían en espíritus de antepasados muertos, la belleza, la juventud, la posteridad y espíritus de la naturaleza como árboles y rocas que podían expresarse, manifestarse y acompañarte a través de figuras fabricadas de concha, hueso, frutos, frutos de mares, piedra o madera y que son llamados cemí (plural cemíes). 
Con la invasión y colonización española el Catolicismo llega a Puerto Rico en el Siglo XVl.
El Protestantismo en Puerto Rico inicia su historia a la segunda mitad del Siglo XIX. No obstante no será hasta la invasión estadounidense que el movimiento tome fuerza en toda la isla.
En Puerto Rico existen diferentes denominación religiosas: entre las más importantes por su número de seguidores están los Católicos (el grupo mayor en la isla con 2 400 000 seguidores en la isla), seguidos por los Pentecostales (con las Asambleas de Dios, la Iglesia de Dios "Mission Board" y la Iglesia de Dios Pentecostal como las denominaciones pentecostales más grandes en la isla), los Evangélicos, los Episcopales y los Bautistas. También en menor cantidad están los Adventistas, los Metodistas, los Testigos de Jehová (Atalayas) y los Santos de los Últimos Días (Mormones).
Con el pasar de los años el protestantismo ha crecido por la influencia americana que hay en la isla. Como ejemplo, el aclamado Misionero, Teólogo y Presidente de Ministerio Clamor a Dios Internacional, Reverendo Jorge Raschke es un Ministro Ordenado de las Asambleas de Dios.
Otra corriente religiosa muy conocida en Puerto Rico es la teología de la prosperidad (presidida por la familia de Apóstoles Font).
Otra denominación con presencia significativa en Puerto Rico es La Congregación Mita. La Congregación Mita es una denominación cristiana fundada en Arecibo en 1940. Esta denominación cristiana se ha extendido a otros países, entre ellos, Colombia, Estados Unidos, República Dominicana, Canadá, Venezuela, Costa Rica, Panamá, El Salvador, Ecuador, Chile, Nicaragua, España, Italia y México.

## Grupos religiosos no-cristianos
La religión yoruba es muy conocida en el país por santería. Esta religión vino traída por los negros africanos que fueron llevados al país en calidad de esclavos o sirvientes en el Siglo XVI.  En la santería se da un sincretismo religioso con el catolicismo debido a que los esclavos se vieron en la necesidad de "disfrazar" sus deidades identificándolas con santos católicos.
Aparte existen otros grupos religiosos muy minoritarios pero con presencia en el país. 
Los Judíos han dejado sin duda sus marcas en la cultura puertorriqueña además de la vida cotidiana.
La comunidad árabe profesa el Islam y se pueden encontrar mezquitas en algunos puntos del país como en la ciudad de Río Piedras, el municipio de Vega Alta, Jayuya, Fajardo, Ponce, Hatillo, Aguadilla, Montehiedra de San Juan y Loíza. 

La Wicca, una religión neopagana cuenta con practicantes en Puerto Rico. Cada día es más común la presencia de literatura sobre Wicca y otras corrientes paganas, así como grupos que la practican sobre todo en el área metropolitana de San Juan. 
La diversidad religiosa en Puerto Rico continúa con la llegada de otros grupos como la Iglesia de Cienciología.

## Situación actual
El país garantiza y protege a todas las creencias religiosas en el país según en la constitución política del estado.

Artículo Nª 3. No se aprobará ley alguna relativa al establecimiento de cualquier religión ni se prohibirá el libre ejercicio del culto religioso. Habrá completa separación de la iglesia y el estado.